# Ristin Sokki
Ristin Sokki, ibland skrivet Risten Sokki, född 1954 i Kautokeino, Norge, är en samisk författare och pedagog. Hennes diktverk och kortromaner, skrivna på det nordsamiska språket, hämtar sitt stoff från hennes familjehistoria och hennes erfarenheter i norra delen av Norge. 

## Biografi
Sokki härstammar från Aslak Jacobsen Hætta, en samisk revolutionär ledare som avrättades på 1850-talet, och hon har brottats med detta arv i sitt arbete.
Sokkis arbete handlar ofta om kärlek, sorg, övergrepp och barndomens trauman. Hon skriver på samiska, närmare bestämt nordsamiska. Hennes debutbok, den tvåspråkiga samisk-norska diktsamlingen Bonán bonán soga suonaid/Jeg tvinner tvinner slektas senor, gavs ut 1996. Den nominerades till Nordiska rådets litteraturpris 1998, som representant för den samiska kulturregionen.
En av hennes andra böcker är barnboken Mu ártegis eallin/Mit forunderlige liv blev den samiska vinnaren i nordisk barnlitteraturtävling av Nordiska ministerrådet. Tävlingen skulle stärka litteraturen på samiska, grönländska och färöiska. Den handlar om "renskötarpojken Niillas Juhan Heandarat som föredrar att sitta framför datorn och är rädd för renar." Sokki har också publicerat en novellsamling, med titeln Geadgeloddi, 2018. Dessutom har hon skrivit en bok om samisk matlagning och bidragit till flera läroböcker i grundskolan för samisktalande.
Sokki arbetar i sin hemstad Kautokeino som lärare vid Samisk videregående skole og reindriftsskole i Kautokeino, Norges enda samiskspråkiga yrkesskola.